# John Gurdon
Sir John Bertrand Gurdon (sinh ngày 02 tháng 10 năm 1933) là một nhà sinh vật học Anh. Ông được biết đến với nghiên cứu tiên phong của mình trong cấy ghép nhân và nhân bản. Ông đã được trao giải thưởng Lasker và giải Nobel Sinh lý và Y khoa năm 2012.
John Gurdon đã chia sẻ giải Nobel Y học với ông Yamanaka Shinya, ông thường được gọi là "bố già của lĩnh vực sinh sản vô tính" nhờ vào những công trình nghiên cứu về tế bào gốc của ông.
Ông Gurdon, sinh năm 1933, trở nên nổi tiếng trong giới khoa học vào năm 1962 khi công bố nghiên cứu tìm thấy mã gien từ tế bào trong ruột con ếch và cấy tế bào này vào trứng một con ếch tạo ra con nòng nọc.

## Sự nghiệp
Sau khi theo học Eton College, Gurdon học tiếp ở Christ Church, Oxford, nghiên cứu kinh điển, nhưng chuyển sang động vật học. Đối với đề tài tiến sĩ của ông, ông đã nghiên cứu cấy ghép hạt nhân trong các con ếch Xenopus với Michael Fischberg tại Oxford, và sau đó đã nghiên cứu sau tiến sĩ tại Caltech.. Chức vụ đầu của ông tại Khoa động vật học học của Đại học Oxford (1962-1971).
Gurdon đã dành nhiều thời gian trong sự nghiệp nghiên cứu của ông tại Cambridge, Anh, đầu tiên tại Phòng thí nghiệm Sinh học phân tử MRC (1971-1983) và sau đó tại Khoa Động vật học, Đại học Cambridge (1983-nay). Năm 1989, ông là một thành viên sáng lập của Viện Wellcome/CRC Sinh học tế bào và ung thư (sau này Wellcome / CR Vương quốc Anh) ở Cambridge, và là Chủ tịch viện này cho đến năm 2001. Ông là một thành viên của Hội đồng đạo đức sinh học 1991-1995 Nuffield, và bậc thầy của Magdalene College, Cambridge, Cambridge từ 1995 đến 2002.